# Craig Lewis
Craig Lewis (Moore, Carolina del Sud, 1 d'octubre del 1985) és un ciclista estatunidenc, ja retirat, que fou professional entre el 2007 i 2013. Després de quedar-se sense equip a finals del 2013, el febrer del 2014 anuncià la seva retirada. Durant la seva carrera esportiva va córrer als equips Team Slipstream, Team High Road i Champion System. El 2004, quan corria pel TIAA-CREF, va resultar greument ferit quan va ser atropellat per un cotxe durant una contrarellotge individual a la Volta a Geòrgia.

## Palmarès
- 2006
  -  Campió dels Estats Units en ruta sub-23
  -  Campió dels Estats Units de critèrium sub-23
  - 1r a la Google Rock Hill Road Race
- 2012
  - Vencedor d'una etapa al Tour de Beauce

### Resultats al Giro d'Itàlia
- 2010. 78è de la classificació general
- 2011. Abandona (19a etapa)